# Joods monument (Alphen aan den Rijn)

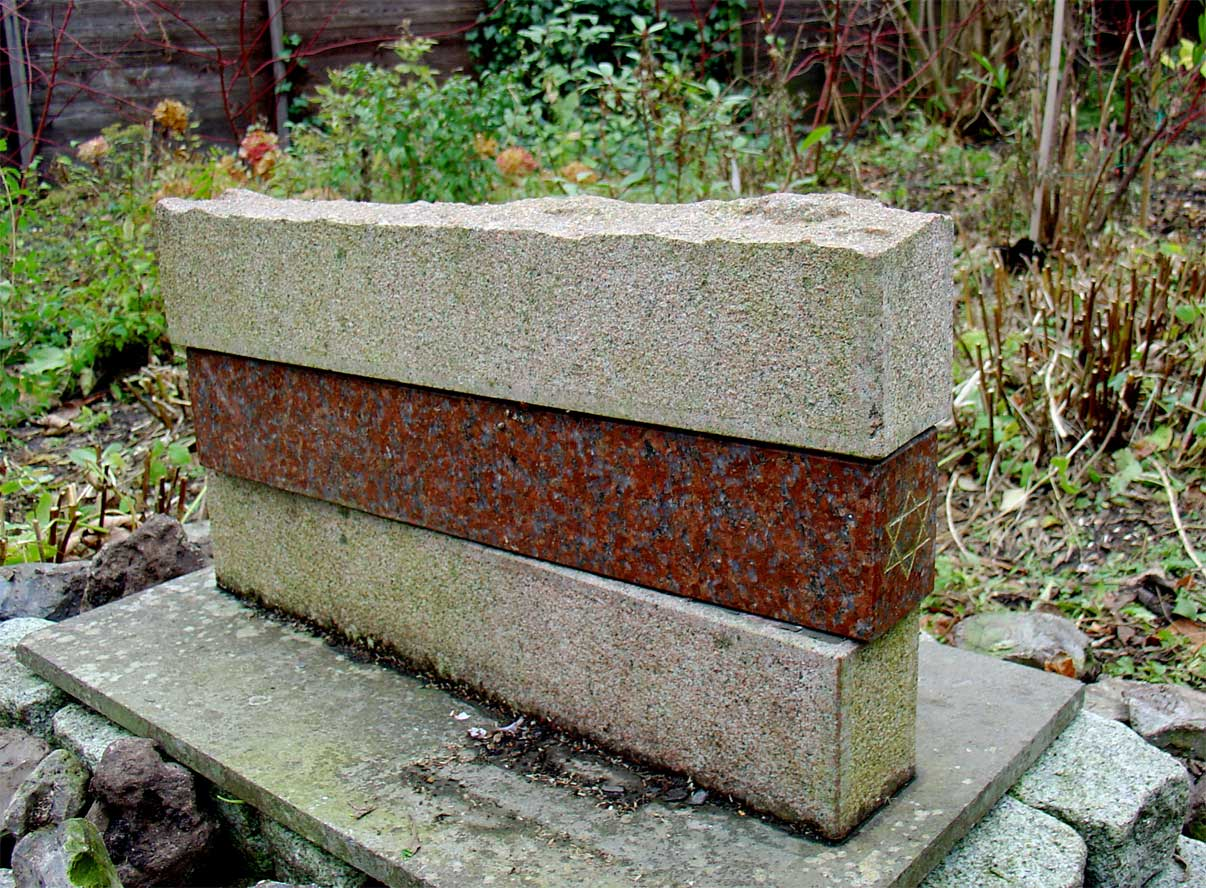
Replica van het Monument Joodse Alphense Vervolgingsslachtoffers door Dick Elffers in het Verzetsmuseum te Gouda

Het Joods monument in de Nederlandse plaats Alphen aan den Rijn is gemaakt door de beeldend kunstenaar Dick Elffers. Met dit gedenkteken herdenkt Alphen de Joodse burgers die vermoord werden tijdens de Tweede Wereldoorlog.
Het monument staat nabij de Laan der Continenten vanwaar de Joodse burgers van Alphen werden weggevoerd naar Kamp Westerbork. Op het middengedeelte van het monument staan de namen van de 54 vermoorde Joden. De volgende tekst is op het monument aangebracht:
WIJ GEDENKEN IN EERBIED
DE ALPHENSE JODEN
DIE DE DUITSE BEZETTER
HEEFT WEGGEVOERD
EN VERMOORD
1940 - 1945'
Het monument werd op 17 mei 1990 onthuld door de burgemeester van Alphen M. Paats en Simon Wiesenthal. Een replica van het monument bevindt zich in de tuin van het Verzetsmuseum te Gouda.

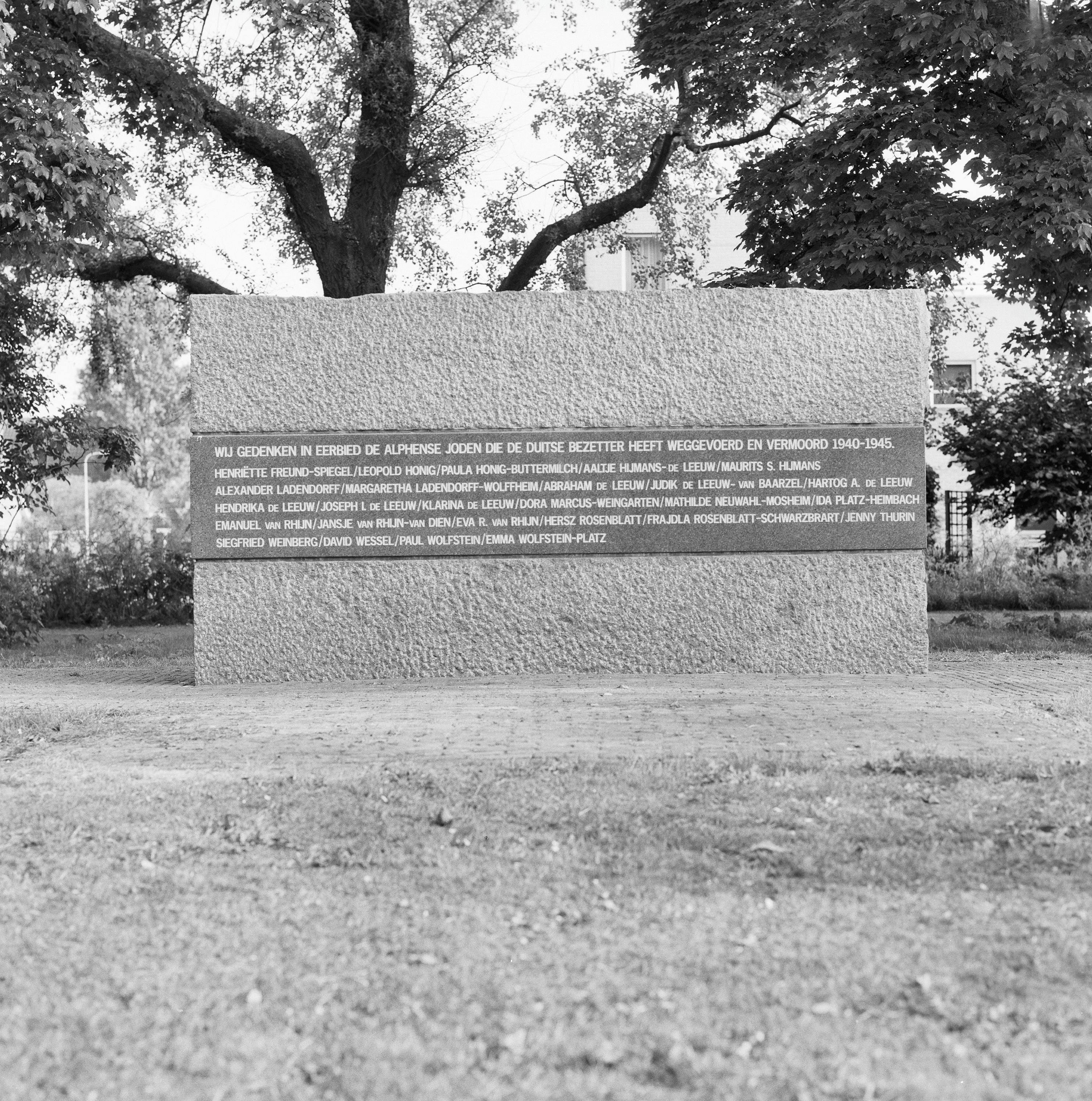
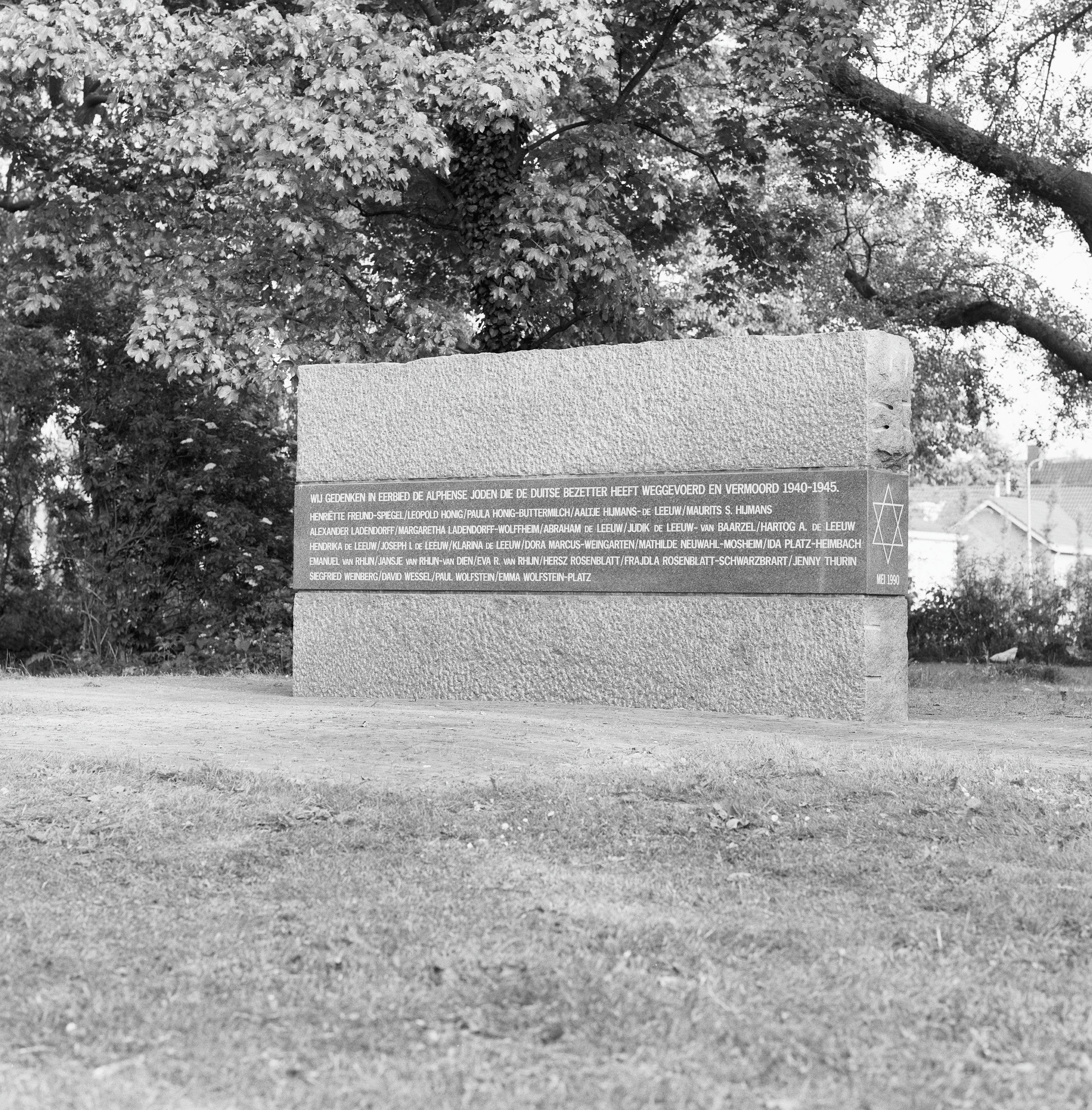